# Тетраиодметан
Тетраиодмета́н (тетраиоди́д углеро́да, иоди́д углеро́да(IV), четырёхио́дистый углеро́д) — химическое органическое вещество; полностью замещённое галогенпроизводное метана. При нормальных условиях существует в виде красных кристаллов. Применяется в органическом синтезе как иодирующий реагент. В больших концентрациях ядовит. Подобно другим галогеналканам считается потенциально опасным алкилирующим агентом.

## Получение
Препаративный метод получения тетраиодметана заключается в реакции тетрахлорметана с иодэтаном в присутствии хлорида алюминия. Также его генерируют в условиях реакции из иодоформа и гидроксида натрия. Очищают данный реагент перекристаллизацией из бензола.
{\displaystyle {\ce {CCl4 + 4 EtI -> CI4 + 4 EtCl}}}

## Строение и физические свойства
Тетраиодметан чувствителен к свету и обладает коррозионными свойствами. Растворим в органических растворителях. Молекула является правильным тетраэдром, длина связи C—I составляет 2,155 Å. Образует кристаллы тетрагональной сингонии, пространственная группа I42m, параметры ячейки a = 0,6409 нм, b = 0,9558 нм, Z = 2 (не изоструктурен с  CBr4, образующим гранецентрированную кубическую решётку).

## Химические свойства
Тетраиодметан находит применение в синтезе амидофосфатов по реакции Тодда — Атертона.
{\displaystyle {\mathsf {(EtO)_{2}P(\!\!=\!\!O)H+CI_{4}\rightarrow (EtO)_{2}P(\!\!=\!\!O)I{\xrightarrow[{}]{PhNH_{2}}}(EtO)_{2}P(\!\!=\!\!O)NHPh}}}
В присутствии гидроксида калия тетраиодметан иодирует фенилацетилен по терминальной связи С—H c выходом 94 %. Реакцию проводят в присутствии катализатора межфазного переноса 18-краун-6.
{\displaystyle {\mathsf {PhCCH+{\xrightarrow[{KOH}]{CI_{4}}}PhCCI}}}
Система тетраиодметан — гидроксид натрия применяется для иодирования некоторых алканов и циклоалканов, например пентана, гексана, адамантана и других. Эту систему генерируют in situ из иодоформа и щёлочи, часто применяя также ультразвуковую обработку. Считается, что в ходе реакции тетраиодметан восстанавливается до анион-радикала CI4•-, который, отдавая иодид-ион, превращается в радикал CI3•. Далее этот радикал отщепляет атом водорода от субстрата, и полученный алкильный радикал при взаимодействии с другой молекулой тетраиодметана даёт целевой алкилиодид.
{\displaystyle {\mathsf {OH^{-}+CI_{4}\rightarrow CI_{4}^{\cdot -}+OH^{\cdot }}}}
{\displaystyle {\mathsf {CI_{4}^{\cdot -}\rightarrow CI_{3}^{\cdot }+I^{-}}}}
{\displaystyle {\mathsf {R\!\!-\!\!H+CI_{3}^{\cdot }\rightarrow R^{\cdot }+CHI_{3}}}}
{\displaystyle {\mathsf {R^{\cdot }+CI_{4}\rightarrow RI+CI_{3}^{\cdot }}}}
Тетраиодметан используется в комбинации с трифенилфосфином для превращения альдегидов в дииодалкены. Реакцию обычно проводят в хлористом метилене, используя при обработке цинковый порошок.
{\displaystyle {\mathsf {RCH\!\!=\!\!O{\xrightarrow[{}]{CI_{4},Ph_{3}P}}RCH\!\!=\!\!CI_{2}}}}
В углеводах и нуклеозидах та же система используется для селективного замещения первичной гидроксильной группы на иодид.

## Основные сферы применения
Тетраиодид углерода в основном используется в органическом синтезе в качестве иодирующего реагента.

## Биологические свойства
Тетраиодметан ядовит. По степени воздействия на человеческий организм относится к вредным веществам 2-го класса опасности. Летальная доза (ЛД50) для крыс составляет 149 мг/кг при пероральном введении. В высоких концентрациях тетраиодид углерода раздражает кожу и слизистые оболочки; коррозионно-активен. ПДК тетраиодида углерода в воздухе рабочей зоны составляет 1 мг/м³.